# Ves Bílá Voda

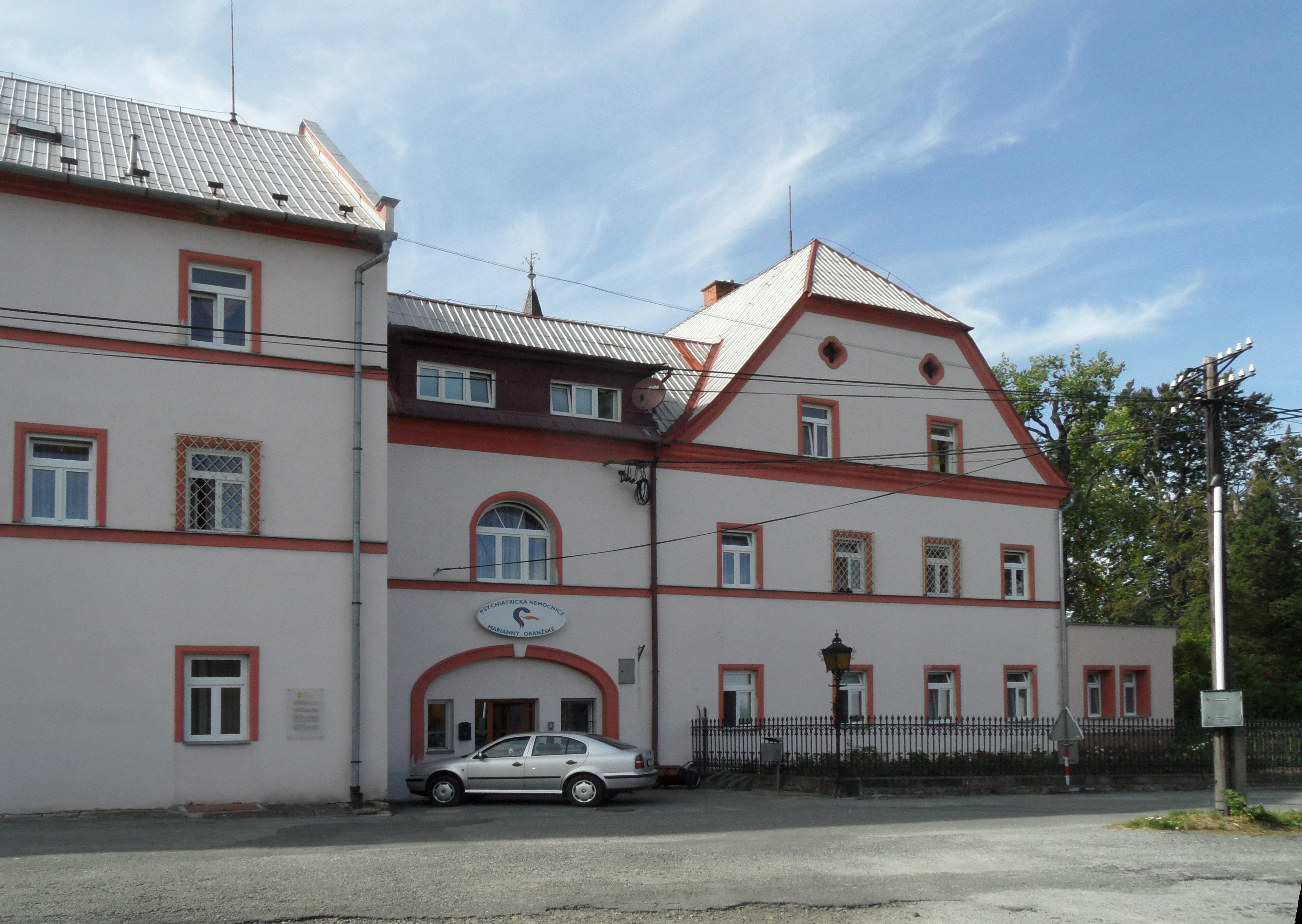
Schloss Bílá Voda

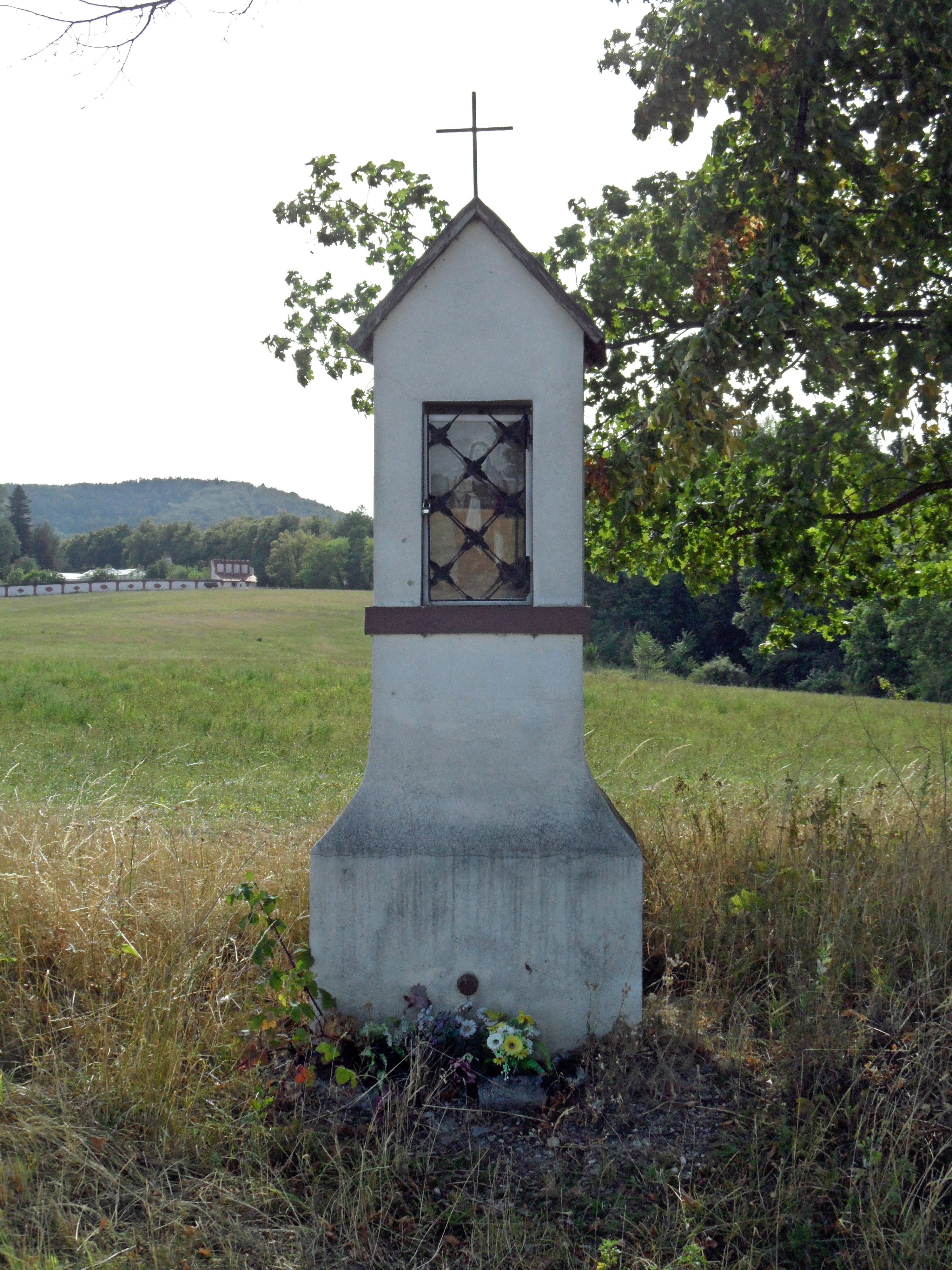
Bildstock

Ves Bílá Voda (deutsch Weißwasser Dorf, polnisch Wieś Biała Woda) ist ein Ortsteil der Gemeinde Bílá Voda in Tschechien. Er liegt zwei Kilometer östlich von Złoty Stok an der Grenze zu Polen und gehört zum Okres Jeseník.

## Geographie
Ves Bílá Voda befindet sich am Fuße des Reichensteiner Gebirges (Rychlebské hory) im Tal des Baches Bílá voda. Südöstlich erheben sich der Na Střelnici (433 m n.m.) und der U Šesti lip (Ritscheberg, 562 m n.m.), im Süden der Jahodník (Erdbeerkoppe, 576 m n.m.) und die Kohlkoppe (502 m n.m.), südwestlich die Paseka (Alter Hau, 541 m n.m.) und der Scholzenberg (491 m n.m.) sowie im Westen der Na Vychlídce (Hutberg, 425 m n.m.).
Nachbarorte sind Płonica (Dörndorf), Kolonia Błotnica (Kolonie Plottnitz) und Sławęcin (Schlottendorf) im Norden, Błotnica (Plottnitz) im Nordosten, Městys Bílá Voda und Kamenička im Osten, Hundorf im Südosten, Karlov im Süden, U Šišky und Biała Góra (Weißeberg) im Südwesten, Na Vyhlídce (Gucke) und Złoty Stok im Westen sowie Błotnica Górna im Nordwesten. 

## Geschichte
Die erste schriftliche Erwähnung des zur Burg Neuhaus gehörigen und nach Kamitz gepfarrten Dorfes Weißwasser stammt aus dem Jahr 1532; wahrscheinlich entstand es als Wiederbesiedlung des zwischen 1267 und 1271 nachweislichen und später eingegangenen Dorfes Wyssoka, an das noch der Katastername von Hundorf erinnert. Besitzer waren die Herren von Schoff, die die Herrschaft 1582 an Albrecht von Maltitz veräußerten. Diesem folgte sein Sohn Christoph von Maltitz und ab 1612 dessen Sohn Johann Sigmund von Maltitz.
Noch in der Mitte des 16. Jahrhunderts erhielt Weißwasser eine eigene protestantische Pfarrei, 1564 wurde ein verheirateter Pfarrer erwähnt. 1604 erfolgte der Bau der neuen Pfarrkirche der hl. Anna. Während des Dreißigjährigen Krieges verödete das Dorf und die Pfarrei erlosch, auch die Burg Neuhaus fiel wüst. Weißwasser wurde danach wieder der Pfarrei Kamitz zugewiesen. Die erste Erwähnung einer Schule in Weißwasser erfolgte 1651. Die Herren von Maltitz mussten schließlich das Gut Hertwigswaldau einschließlich Weißwasser verkaufen. Ab 1655 gehörte es Georg Reichsgraf von Hoditz und ab 1661 dessen Sohn Maximilian. Im Jahre 1666 erbte Maximilians Witwe Elisabeth geborene von Donau den Besitz, der danach ihrem zweiten Ehemann Erdmann Ferdinand Pavlovský von Pavlovitz zufiel. Pavlovský ließ bei Weißwasser ein Bergwerk auf Arsenopyrit anlegen, die Verarbeitung der Erze erfolgte in der Reichensteiner Gifthütte. Er hinterließ das Gut 1684 seiner Witwe Margarethe Florentine geborene von Zierotin. Im Jahre 1687 erbte Pavlovskýs Schwiegersohn Franz Karl Graf von Liechtenstein-Kastelkorn Hertwigswaldau und ließ in Weißwasser ein Schloss errichten. Sein Sohn Jakob Ernst von Liechtenstein-Kastelkorn, der das Gut 1709 nach dem Tode des Vaters übernommen hatte, stiftete 1727 zwischen Weißwasser und Kamitz das erste Piaristenkolleg in Schlesien, er erneuerte die Pfarrei Weißwasser und übertrug sie den Piaristen, die auch die örtliche Trivialschule übernahmen. 1733 war der Bau der Kloster- und Schulgebäude, in denen ein sechsjähriger Gymnasialunterricht erfolgte, abgeschlossen. Das bedeutsame Piaristenkolleg bildete die Grundlage für eine rasche Blüte von Weißwasser. Das am Kolleg gelegene Unterdorf entwickelte sich dabei zum neuen Ortszentrum. 
Bei der Teilung Schlesiens verblieb Weißwasser 1742 nach dem Vorfrieden von Breslau bei Österreich, während Hertwigswaldau an Preußen fiel. Der Sitz der den neuen Grenzverlauf aushandelnden Grenzkommission war Weißwasser. Nördlich und westlich von Weißwasser verlief die preußische Grenze, das Piaristenkolleg wurde von der neuen Grenze durchschnitten. Auf der durch Weißwasser führenden alten Handelsstraße, die vom Fürstentum Neisse über den Rosenkranzpass in die Grafschaft Glatz verlief, reisten vor allem Pilger aus den „neupreußischen“ Gebieten nach Weißwasser. Das Gut Weißwasser wurde fortan in der Troppauer Landtafel als Allodialgut geführt, blieb aber weiterhin mit der preußischen Herrschaft Hertwigswaldau verbunden.
Nach dem Tod des Bischofs von Liechtenstein-Kastelkorn erbte 1747 dessen Neffe Karl Otto Graf von Salm und Neuburg den Besitz. Er ließ 1748 das Weißwasseraner Unterdorf zum Marktflecken erheben. 1766 erbte Karl von Salm und Neuburg die Herrschaft Hertwigswaldau mit Weißwasser. Am 29. August 1779 besuchte Kaiser Joseph II. im Zuge einer Besichtigung der Landesgrenze zu Preußen das Dorf. Karl von Salm und Neuburg ließ zum Andenken an den Kaiserbesuch eine steinerne Gedenksäule errichten; mit seinem Tode erlosch 1784 die Linie Salm-Neuburg im Mannesstamme. Gemeinschaftliche Erbinnen waren seine drei Töchter Maria Antonia Czernin von und zu Chudenitz, Ernestine von Lamberg und Maria Henriette zu Herberstein. Im Jahre 1794 trennten die drei Schwestern das Gut Weißwasser von der Herrschaft Hertwigswaldau ab und verkauften es an Anton Reichsgraf von Schlegenberg, der es 1802 seinem Schwiegersohn Otto von Haugwitz vererbte. Dieser überließ das Gut 1809 an Wenzel und Anton von Haugwitz, die es überschuldeten. 1818 erwarb der Rittmeister Ludwig Graf d'Ambly das Gut in einem Lizitationsverfahren. Nachfolgende Besitzer waren ab 1837 dessen Witwe Bettina sowie die Söhne Joseph und Alexander d'Ambly.
Im Jahre 1836 umfasste das Allodialgut Weißwasser eine Fläche von 2597 Joch 1246 Quadratklafter, auf der in Markt Weißwasser, Dorf Weißwasser und Rosenkranz insgesamt 1390 Personen lebten. Das herrschaftliche Wirtschaftsamt Weißwasser verwaltete zugleich das der Stadt Patschkau gehörige „besondere Gut“ Kamitz-Überschar. Das sich an den Markt Weißwasser anschließende und sich über eine halbe Meile hinziehende Dorf Weißwasser bestand inklusive des abseits gelegenen Weilers Tannzapfen aus 119 Häusern, in denen 811 deutschsprachige Personen lebten. Im herrschaftlichen Eigentum standen das Schloss, ein Wirtshaus, zwei Meierhöfe (Schloßhof und Karlshof) mit einer Brauerei und einer Branntweinbrennerei, ein Jägerhaus, eine Mahlmühle und eine Brettsäge. Bäuerlicher Besitz waren eine weitere Mühle, eine Ziegelei sowie ein Kalkofen und eine Kalkgrube am Hutberg. Im Ort gab es eine Trivialschule, in der auch die Kinder aus Rosenkranz und Tannzapfen unterrichtet wurden. Haupterwerbsquellen waren der Ackerbau und der Kalkhandel. Pfarrort war Markt Weißwasser. 1848 brach eine Rebellion von Untertanen aus, die Bettina d'Ambly mit militärischer Unterstützung niederschlagen ließ. Bis zur Mitte des 19. Jahrhunderts war Dorf Weißwasser der Sitz des Wirtschaftsamtes des Allodialgutes Weißwasser.
Nach der Aufhebung der Patrimonialherrschaften bildete Weißwasser Dorf ab 1849 einen Ortsteil der Marktgemeinde Weißwasser / Bílávoda im Gerichtsbezirk Jauernig. Ab 1869 gehörte Weißwasser Dorf zum Bezirk Freiwaldau. Zu dieser Zeit hatten Weißwasser Dorf, Gucke, Tannzapfen und Rosenkranz zusammen 765 Einwohner und bestanden aus 127 Häusern. Der tschechische Ortsname Bílá Voda (ves) wurde zum Ende des 19. Jahrhunderts eingeführt. Im Jahre 1900 lebten in Weißwasser Dorf (einschließlich Gucke und Tannzapfen) 545 Personen. Beim Zensus von 1921 lebten in den 108 Häusern des Ortsteils 528 Menschen, darunter 462 Deutsche und drei Tschechen. 1930 bestand Weißwasser Dorf aus 105 Häusern und hatte 428 Einwohner. Im September 1938 besetzten Einheiten des Sudetendeutschen Freikorps den Weißwasseraner Zipfel. Nach dem Münchner Abkommen wurde das Dorf 1938 dem Deutschen Reich zugesprochen und gehörte bis 1945 zum Landkreis Freiwaldau. Nach dem Ende des Zweiten Weltkrieges kam Ves Bílá Voda zur Tschechoslowakei zurück; die meisten der deutschsprachigen Bewohner wurden 1945/46 vertrieben. Zur selben Zeit wurden die angrenzenden preußischen Gebiete der Republik Polen zugeschlagen und die Grenze geschlossen. Wegen der dadurch entstandenen isolierten Lage erfolgte nur eine geringe Wiederbesiedlung, ein Teil der Neusiedler verließ Ves Bílá Voda bald wieder. Die Ansiedlungen Na Vyhlídce und U Šišky erloschen in dieser Zeit; der ebenfalls gänzlich abgesiedelte Ortsteil Růženec wurde Ves Bílá Voda zugeordnet. 1950 hatte das Dorf nur noch 111 Einwohner. In den 1950er Jahren erfolgte der Abriss eines Großteils der Häuser. Das Schloss diente ab 1954 als Klinik für Alkoholiker. Im Zuge der polnisch-tschechoslowakischen Grenzregulierung vom 13. Juni 1958 kam es bei Na Vyhlídce zu geringfügigen Korrekturen des Grenzverlaufs, das ehemalige Weinhaus Gucke wurde dabei der Stadt Złoty Stok zugeordnet. Bei der Gebietsreform von 1960 wurde der Okres Jeseník aufgehoben und Ves Bílá Voda in den Okres Šumperk eingegliedert. Seit 1996 gehört Ves Bílá Voda wieder zum Okres Jeseník. Beim Zensus von 2001 lebten in den 23 Häusern des Dorfes 54 Personen.

## Ortsgliederung
Zu Ves Bílá Voda gehören die Wüstungen Karlov (Karlshof), Na Vyhlídce (Gucke), Růženec (Rosenkranz) und U Šišky (Tannzapfen).
Der Ortsteil ist Teil des Katastralbezirkes Bílá Voda u Javorníka.

## Sehenswürdigkeiten
- Schloss Bílá Voda, erbaut um 1690, heute psychiatrische Klinik „Marianne von Oranien“
- Bildstock, nördlich des Dorfes am Abzweig nach Městys Bílá Voda und Błotnica Górna
- Ehemaliger Steinbruch Kukačka auf dem Na Vychlídce
- Sudetenkreuzweg (Sudetská křížová cesta)